# 细叶满江红
细叶满江红（学名：Azolla filiculoides）为满江红科满江红属下的一个种。

## 形态特征
- 识别要点：	植株粗壮；侧枝腋外生，侧枝数目比茎叶数目少，当其生境的水分减少或变干，以及植株密集时，植株由平卧变为直立，腹裂片功能向背裂片功能转化；大孢子囊外壁有3个浮膘，小孢子囊内的泡胶块具无分隔锚状毛；长年均能结大量大小孢子果，能自然受精和萌发，幼苗容易生长。
- 生活型：	植株粗壮；侧枝腋外生，侧枝数目比茎叶数目少，当其生境的水分减少或变干，以及植株密集时，植株由平卧变为直立，腹裂片功能向背裂片功能转化。
- 大孢子：	大孢子囊外壁有3个浮膘，小孢子囊内的泡胶块具无分隔锚状毛。
- 果：	大孢子囊外壁有3个浮膘，小孢子囊内的泡胶块具无分隔锚状毛；长年均能结大量大小孢子果，能自然受精和萌发，幼苗容易生长。[1]

## 生态习性
- 分布：	原产于美洲，现已扩散到全世界。